# Pocas Pascoal
Pocas Pascoal, née en 1963, est une réalisatrice angolaise.

## Biographie
Maria Esperança, connue également sous le nom de "Buen" Pascoal, est née en 1963 à Luanda, en Angola, où elle grandit jusqu'à l'âge de 16 ans avant de quitter le pays, à la suite de la guerre civile, pour Lisbonne, au Portugal, avec sa sœur,. Deux ans plus tard, elle retourne en Angola et devient la première opératrice caméraman de télévision à Luanda. Elle étudie ensuite en France au Conservatoire libre du cinéma français (CLCF). Diplômée en 2002 en montage cinématographique, elle rejoint le groupe d'artistes Cité. Photographe et documentaliste, elle participe, avec ce groupe, à plusieurs expositions d'art contemporain.Elle vit ensuite entre Paris et Lisbonne. Ses premiers films parlent de l’histoire angolaise. Le documentaire Demain sera différent, puis le long métrage "Alda et Maria", évoquent les émigrés angolais à Lisbonne et sont en partie autobiographiques,. Ce long-métrage diffusé dans une vingtaine de pays,  reçoit le prix du meilleur film au Festival international du film de Los Angeles et le prix de l’Union Européenne au Festival panafricain du cinéma et de la télévision de Ouagadougou 2013,,.

## Filmographie
- 1998 : Pour Nous
- 2000 : Mémoires d’enfance
- 2004 : There is always somebody who loves you
- 2008 : Demain sera différent
- 2011 : Por aqui tudo bem (Ici, tout va bien)  /  "Alda et Maria"
- 2017 : Girlie